# Apodesmoptera
Apodesmoptera är ett släkte av insekter. Apodesmoptera ingår i familjen Pyrgomorphidae.
Kladogram enligt Catalogue of Life:
| Apodesmoptera | \| \| Apodesmoptera curtipennis \| \| \| \| \| \| Apodesmoptera luzonica \| \| \| \| \| \| Apodesmoptera mira \| \| \| \| |
|               | \| \| Apodesmoptera curtipennis \| \| \| \| \| \| Apodesmoptera luzonica \| \| \| \| \| \| Apodesmoptera mira \| \| \| \| |
|               | Apodesmoptera curtipennis                                                                                                 |
|               | |
|               | Apodesmoptera luzonica |
|               | |
|               | Apodesmoptera mira |
|               | |